# أسولام
أسولام هو مبيد أعشاب اخترعته شركة ماي وبيكر، يسمى داخليًا M&B9057 ، ويستخدم في البستنة والزراعة لقتل السرخس والحميض. كما أنه يستخدم كعامل مضاد للفيروسات. يتم تسويقه حاليًا بواسطة شركة الفسفور المتحدة باسم «أسولوكس» الذي يحتوي على 400 جم/لتر من ملح أسولام الصوديوم.
تم الإعلان عن عدم الموافقة على أسولام من قبل اللائحة التنفيذية للمفوضية (الاتحاد الأوروبي) رقم 1045/2011 المؤرخة 19 أكتوبر 2011 بشأن عدم الموافقة على المادة الفعالة أسولام. وشملت الشواغل ما يلي: عدم وجود أدلة بشأن مصير المستقلب السام السلفانيلاميد ومستقلبات أخرى، الطبيعة الرديئة للشوائب التي يحتمل وجودها في منتج الدرجة التقنية، سمية للطيور. تم إصدار هذا القرار وفقًا للائحة (EC) رقم 1107/2009 الصادرة عن البرلمان الأوروبي والمجلس بشأن طرح منتجات وقاية النباتات في السوق، وتعديل قرار المفوضية 2008/934 / EC (تم إصدار هذا القرار وفقًا للائحة (EC) رقم 1107/2009 الصادرة عن البرلمان الأوروبي والمجلس بشأن طرح منتجات وقاية النباتات في السوق ، وتعديل قرار المفوضية 2008/934 / EC (http: // eur-lex .europa.eu / LexUriServ / LexUriServ.do؟ uri = OJ: L: 2011: 275: 0023: 0024: EN: PDF).